# Ijuw
Ijuw is een district in Nauru, een eilandstaatje in Oceanië. Het district heeft een totale oppervlakte van 1,1 km² en telde 306 inwoners op 1 januari 2006.
Oorspronkelijk was het district een gouw bestaande uit 13 afzonderlijke dorpen. In 1968 vond er grote fusieoperatie plaats met als resultaat dat er nog slechts twee dorpen overblijven: Iljuw en Ganakoro.
Aiwo · Anabar · Anetan · Anibare · Baiti · Boe · Buada · Denigomodu · Ewa · Ijuw · Meneng · Nibok · Uaboe · Yaren